# 巴考湖

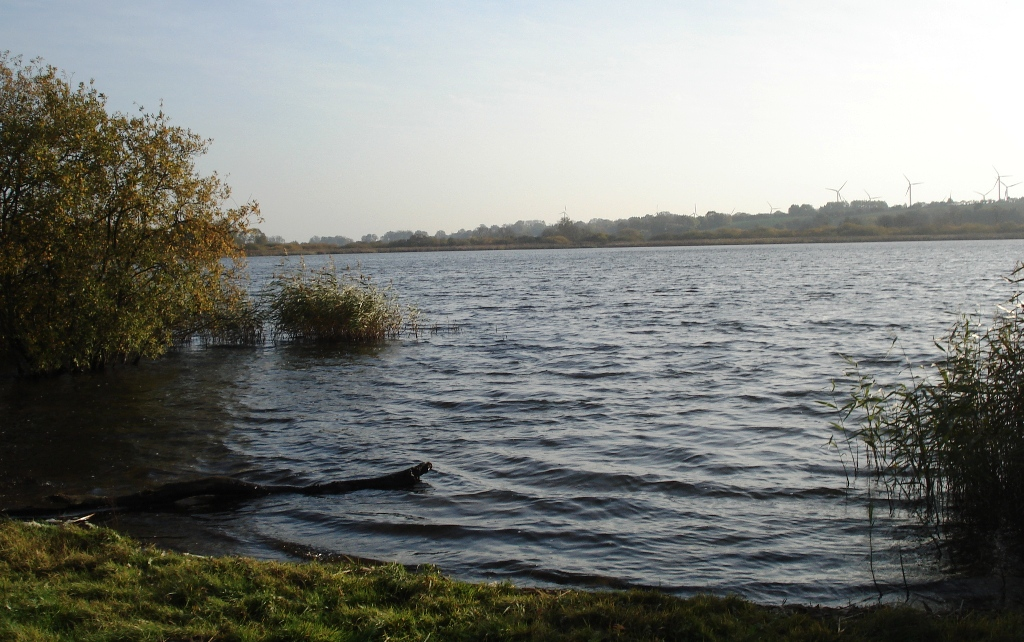

54°04′55″N 10°38′32″E / 54.082052°N 10.642233°E
巴考湖（德語：Barkauer See），是德國的湖泊，位於該國北部石勒蘇益格-荷爾斯泰因州，由東荷爾斯泰因縣負責管轄，面積0.8平方公里，海拔高度17.9米，平均水深0.9米，最大水深1.6米，水體容量74萬立方米，湖岸線長度2.9公里。